# Place Raoul-Follereau
La place Raoul-Follereau est une voie piétonne située dans le quartier de l'Hôpital-Saint-Louis du 10e arrondissement de Paris.

## Situation et accès
Située dans le quartier de l'Hôpital-Saint-Louis, la place surplombe de quelques marches le quai de Valmy qui longe le canal Saint-Martin.
La place Raoul-Follereau est desservie à proximité par la ligne 7 à la station Château-Landon.

## Origine du nom
Cette place rend hommage au philanthrope dévoué aux lépreux, Raoul Follereau (1903-1977).

## Historique
Cette voie est créée dans le cadre de l'aménagement de la ZAC Valmy-Villemin sous le nom provisoire de « voie J/10 ». Elle prend en 1981 le nom de « place René-Cassin », en hommage au juriste, diplomate et homme politique français, René Cassin, avant d'être renommée « place Raoul-Follereau » par arrêté municipal du 11 janvier 1984.

## Bâtiments remarquables et lieux de mémoire
- Le square Raoul-Follereau est aménagé sur la place.
- La statue de Raoul Follereau

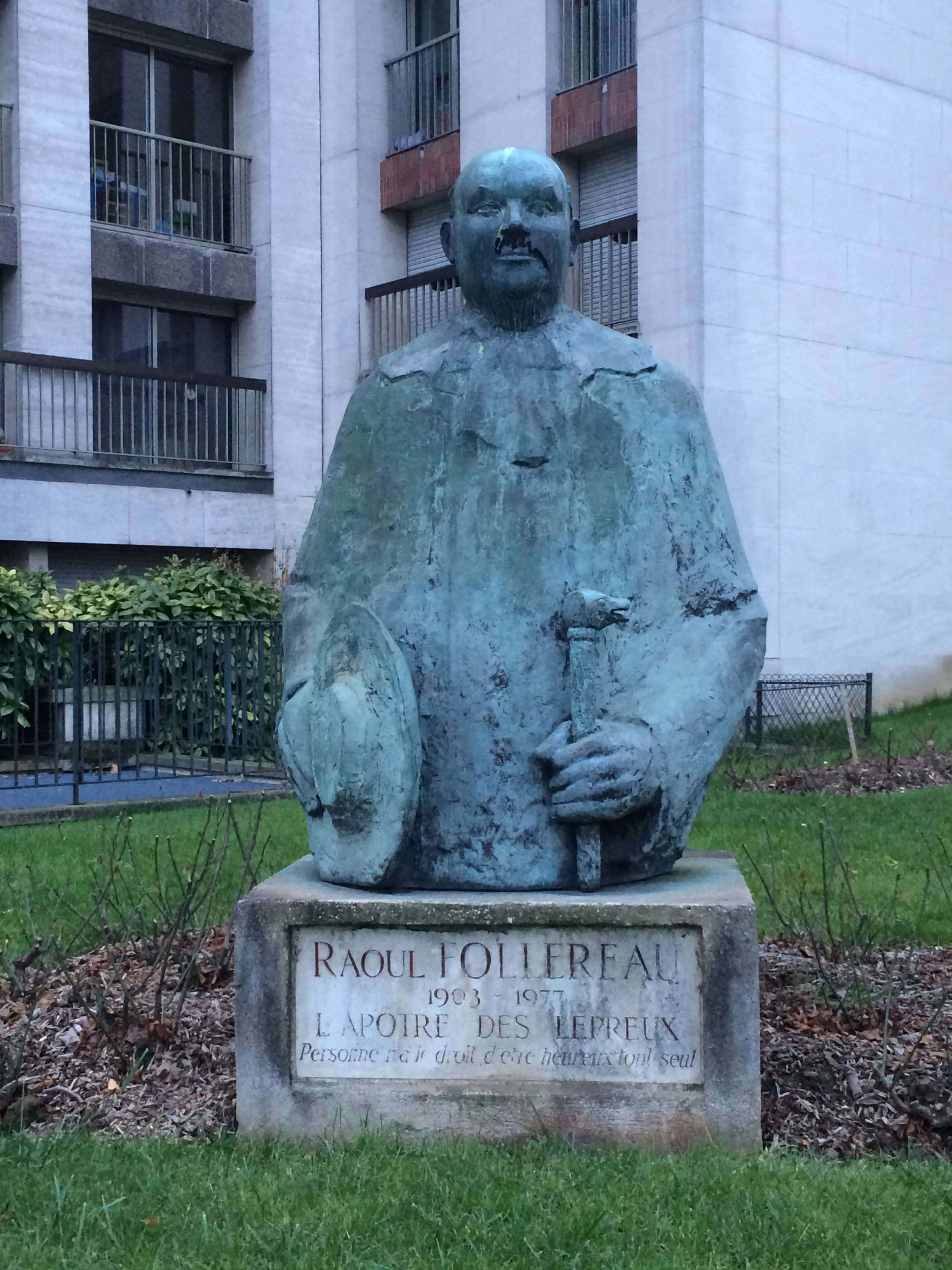
Statue de Raoul Follereau sur la place.